# Salut d'amor
El salut d'amor és un gènere liriconarratiu cultivat pels trobadors occitans i també en la poesia francesa i en la catalana posttrobadoresca.

## Aspectes formals
La major part de saluts d'amor estan escrits en octosíl·labs apariats, cosa que exclou que fossin peces amb melodia, i molts acaben amb un vers més curt que conté només, o gairebé només, la paraula domna.
El salut d'amor és un gènere de tipus epistolar on el trobador (o trobairitz, ja que se'n conserva un escrit per Azalais d'Altier) s'adreça a la dama a la qual acaba fent alguna petició. El salut té relació amb la tradició epistologràfica medieval recollida en les ars dictandi: la salutatio inicial (d'on pren el nom el gènere), la captatio benevolentiae, narratio, petitio, conclusio s'hi poden trobar reflectides, tot i que aquestes parts no es presenten rígidament en el salut i sovint es fonen o confonen.

## El salut en la poesia trobadoresca
Es considera el salut més antic l'escrit per Raimbaut d'Aurenga Donna, cel qe ·us es bos amics (PC 389,14a), tot i que també s'ha posat en dubte l'autoria de Raimbaut per aquest text. El gran cultivador d'aquest gènere fou, però, Arnaut de Maruelh de qui es conserven cinc saluts. Entre els trobadors dels quals es conserven saluts d'amor hi ha també Amanieu de Sescars (amb dos saluts conservats), Uc de Saint-Circ, Raimon de Miraval (del qual es conserva un salut heteromètric), etc. En total, es conserven vora una vintena de saluts d'amor en la poesia trobadoresca; per a algunes peces es discuteix la pertinença al gènere.
En el quadre següent s'hi troben els saluts d'amor d'autor coneguts segons l'edició de Gambino / Cerullo; aquesta edició també conté 12 textos anònims.
| Autor                   | Primer vers                                             | Notes         |
| ----------------------- | ------------------------------------------------------- | ------------- |
| Raimbaut d'Aurenga      | Donna, cel qe·us es bos amics (PC 389.14a) (BEdT 389.I) | Text en línia |
| Guilhem de Saint-Didier | Domna, eu vos sui messagiers (PC 234.7)                 |               |
| Arnaut de Maruelh       | Cel que vos es al cor plus pres (BEdT 30,I)             |               |
| Arnaut de Maruelh       | Dona, sel que no pot aver (BEdT 30,II)                  |               |
| Arnaut de Maruelh       | Dona, gencher q’ieu no sai dir (BEdT 30,III)            |               |
| Arnaut de Maruelh       | Tant m’abellis e·m plaz dia per un mati (BEdT 30,IV)    |               |
| Arnaut de Maruelh       | Totas bonas donas valens (BEdT 30,V)                    |               |
| Raimon de Miraval       | Dona, la genser c’om demanda (BEdT 406,I) (PC 406.26a)  |               |
| Rambertino Buvalelli    | D'un saluz me voill entremetre (PC 281.3)               |               |
| Falquet de Romans       | Domna, eu pren comjat de vos (BEdT 156,I)               |               |
| Uc de Saint-Circ        | Bella domna gaia e valentz (BEdT 457,I)                 |               |
| Azalais d'Altier        | Tanz salutz et tantas amors (PC 42a,.)                  |               |
| Sordello                | Dompna valen, saluz et amistaz (PC 437,14)              |               |
| Amanieu de Sescars      | A vos que ieu am deszamatz (PC 21a.1)                   |               |
| Amanieu de Sescars      | Dona, per cuy planc e sospir (PC 21a.2)                 |               |